# 黎玉芳貞
黎玉芳貞（Lê Ngọc Phương Trinh，艺名：Angela Phương Trinh，1995年2月8日—）是越南著名的女演员。

## 演出作品

### 音樂錄影帶
| 出版年月 | 歌手   | 歌曲         | 性質   |
| -------- | ------ | ------------ | ------ |
| 2010年   | 高泰山 | 《爱回来了》 | 女主角 |
| 2010年   | 高泰山 | 《忘记》     | 女主角 |

### 電視劇
| 年份 | 片名                        | 角色        | 備註       | 导演          | 合作演员                         |
| 2004 | 萬花筒 （Kính vạn hoa）     | 曄（Diệp）  | 女配角     | 阮鳴鐘 杜富海 | 武龍、武玉琜、郭科南、武黎樱桃   |
| 2005 | 隱痛 （Niềm đau chôn giấu） | 㮲（Su）    | 女配角     |               |                                  |
| 2006 | 孩子媽媽 （Người mẹ nhí）   | 蘭（Lan）   | 第一女主角 | 阮鳴鐘        | 梅清蓉、裴明煌、高文絲、黃氏清水 |
| 2006 | 萬花筒 （Kính vạn hoa 2）   | 曄（Diệp）  | 女配角     | 阮鳴鐘 杜富海 | 武龍、武玉琜、郭科南、武黎樱桃   |
| 2006 | 刺芹香 （Mùi ngò gai）      | 薇（Vy）    | 第一女主角 | 朱善 陳有福   |                                  |
| 2017 | 欢乐合唱团 （Glee Vietnam） | 娟（Quyên） | 第一女主角 |               |                                  |